# Danilo Pérez
Danilo Pérez (ur. 29 grudnia 1966) – panamski pianista i kompozytor jazzowy, zamieszkały w Stanach Zjednoczonych.

## Wybrana dyskografia
- Danilo Perez Trio Live at the Jazz Showcase
- ...Till Then
- Motherland
- Central Avenue
- Panamonk
- The Journey
- Danilo Perez
- Beyond The Sound Barrier
- Alegria
- Footprints Live!
- Roy Haynes Trio